# Rhaphidostichum leptocarpum
Rhaphidostichum leptocarpum är en bladmossart som beskrevs av Fleischer 1923. Rhaphidostichum leptocarpum ingår i släktet Rhaphidostichum och familjen Sematophyllaceae. Inga underarter finns listade i Catalogue of Life.